# نقطة التصميم

## مقدمة
عند تصميم محرك تربينة غازية فإنه يتم أولا تعريف نقطة التصميم[بالإنجليزية:Design point] و يتم استخدام الخواص الفيزيائية الحرارية مثل درجة الحرارة و الضغط المرتبطة بها في تصميم أجزاء المحرك المختلفة كالضاغط والتربينة على سبيل المثال.

## نقطة التصميم
نقطة التصميم هي الحالة التي يختارها المصمم من ظروف محيطة و خواص فيزيائية حرارية (مثل درجة حرارة دخول الغاز للتربينة) و سرعة العمود الدوار للمحرك بحيث يتحقق عندها أقصي أداء للمحرك.
لا تصل الطائرة غالبا لحالة نقطة التصميم نظرا للمفاقيد الكثيرة في المحرك و اختلاف الظروف التي يتعرض لها المحرك.

## نقطة خارج التصميم
أو [بالإنجليزية: Off Design point] , هي حالة تشغيل المحرك عند أي وقت حيث عادة لا يصل المحرك لظروف التصميم و بعض من هذه الحالات مثل عملية تشغيل و إغلاق المحرك و عملية سير الطائرة ببطئ قبل عند بداية الإقلاع أو قبل التوقف بعد الهبوط، حيث تصل السرعة الدورانية لعمود المحرك إلي 40% من سرعة التصميم.

## أداء المحرك
يوجد عدة طرق لتقييم أداء المحرك مثل الكفاءة الحرارية و معدل الإستهلاك النوعي للوقود وكفاءة الدفع و لا يمكن تصميم محرك يحقق كل هذا حتي عند نقطة التصميم.

## إختيار نقطة التصميم
في مراحل التصميم الأولية يتم تحديد مجموعة من حالات الدخول للمحرك مثل درجة الحرارة و الضغط وسرعة الغاز كما يتم أيضا تحديد المهام المطلوبة من الطائرة و الارتفاعات التي ستحلق عليها و بناء علي كل هذا فضلا عن العوامل الاقتصادية يتم تحديد نقطة التصميم أي النقطة التي سيحقق المحرك عندها أقصي و أفضل أداء.